# Jerry West (basketspelare)
Jerry Alan West, född 28 maj 1938 i Chelyan i Kanawha County, West Virginia, död 12 juni 2024 i Los Angeles, Kalifornien, var en amerikansk basketspelare och baskettränare även kallad "Mr. Clutch". Han spelade för Los Angeles Lakers under hela sin karriär (som shooting guard samt point guard) och ses som en av de bästa spelarna i NBA genom tiderna. Hans silhuett återfinns på NBA:s logotyp, som skapades 1969. Han vann OS-guld 1960 i Rom med USA:s herrlandslag i basket.